# Tulipa

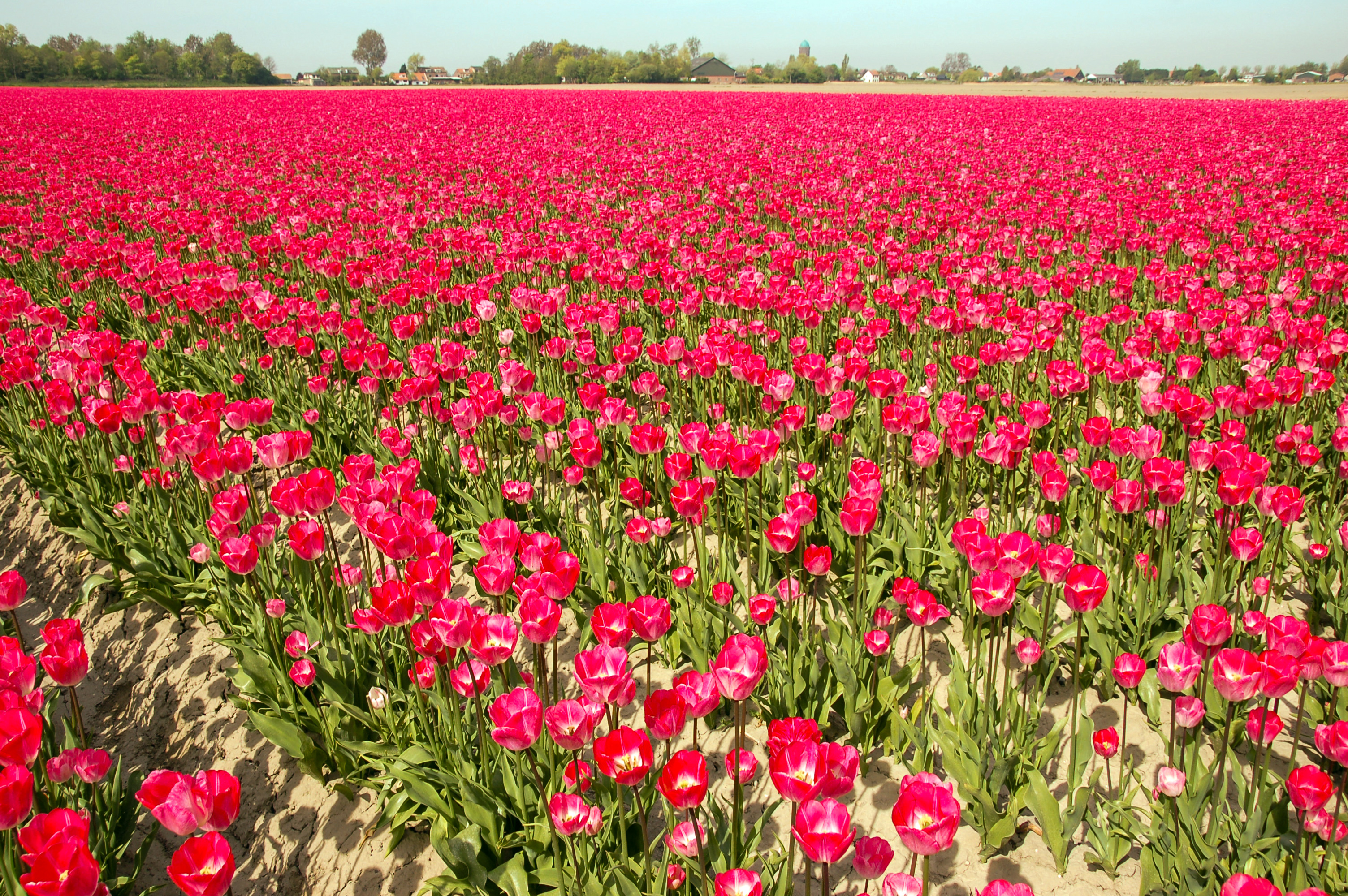
Camp de la tulipa a Holanda

Tulipa (Tulipa) és un gènere de plantes amb flor.
El gènere Tulipa és originari de l'Europa del Sud, Àfrica del Nord i de l'Àsia des d'Anatòlia i l'Iran fins a la Xina i el Japó. El centre de diversitat biològica està al Pamir, Hindu Kush i Kazakhstan.
Compta amb unes 100 espècies silvestres i moltes formes ornamentals obtingudes artificialment.
Les espècies d'aquest gènere són plantes bulboses perennes amb mides que van des dels 10 als 70 cm d'alçada. Les fulles acostumen a ser oblongues. Les flors grans amb 6 sèpals i fruits en forma de càpsula que conté moltes llavors.

## Usos i història
Molt usada des de temps antics a l'Iran i Turquia, a partir del segle xvii els europeus (principalment els holandesos) se sentiren atrets per les flors de la tulipa dins un moviment comercial conegut com a tulipomania.

## Algunes espècies
| - Tulipa acuminata - Tulipa agenensis - Tulipa armena - Tulipa aucheriana - Tulipa batalinii - Tulipa bakeri - Tulipa biflora - Tulipa borszczowii - Tulipa butkovii - Tulipa carinata - Tulipa celsiana - Tulipa clusiana - Tulipa cretica - Tulipa cypria - Tulipa dasystemon - Tulipa didieri - Tulipa dubia - Tulipa edulis - Tulipa ferganica - Tulipa gesneriana - Tulipa goulimyi - Tulipa greigii | - Tulipa grengiolensis - Tulipa heterophylla - Tulipa hoogiana - Tulipa humilis - Tulipa iliensis - Tulipa ingens - Tulipa julia - Tulipa kaufmanniana - Tulipa kolpakowskiana - Tulipa kurdica - Tulipa kuschkensis - Tulipa lanata - Tulipa lehmanniana - Tulipa linifolia - Tulipa marjolettii - Tulipa mauritania - Tulipa micheliana - Tulipa montana - Tulipa orphanidea - Tulipa ostrowskiana - Tulipa platystigma - Tulipa polychroma | - Tulipa praecox - Tulipa praestans - Tulipa primulina - Tulipa pulchella - Tulipa retroflexa - Tulipa saxatilis - Tulipa sharonensis - Tulipa sprengeri - Tulipa stapfii - Tulipa subpraestans - Tulipa sylvestris - Tulipa systola - Tulipa taihangshanica - Tulipa tarda - Tulipa tetraphylla - Tulipa tschimganica - Tulipa tubergeniana - Tulipa turkestanica - Tulipa undulatifolia - Tulipa urumiensis - Tulipa urumoffii - Tulipa violacea - Tulipa whittalli |

## Imatges addicionals

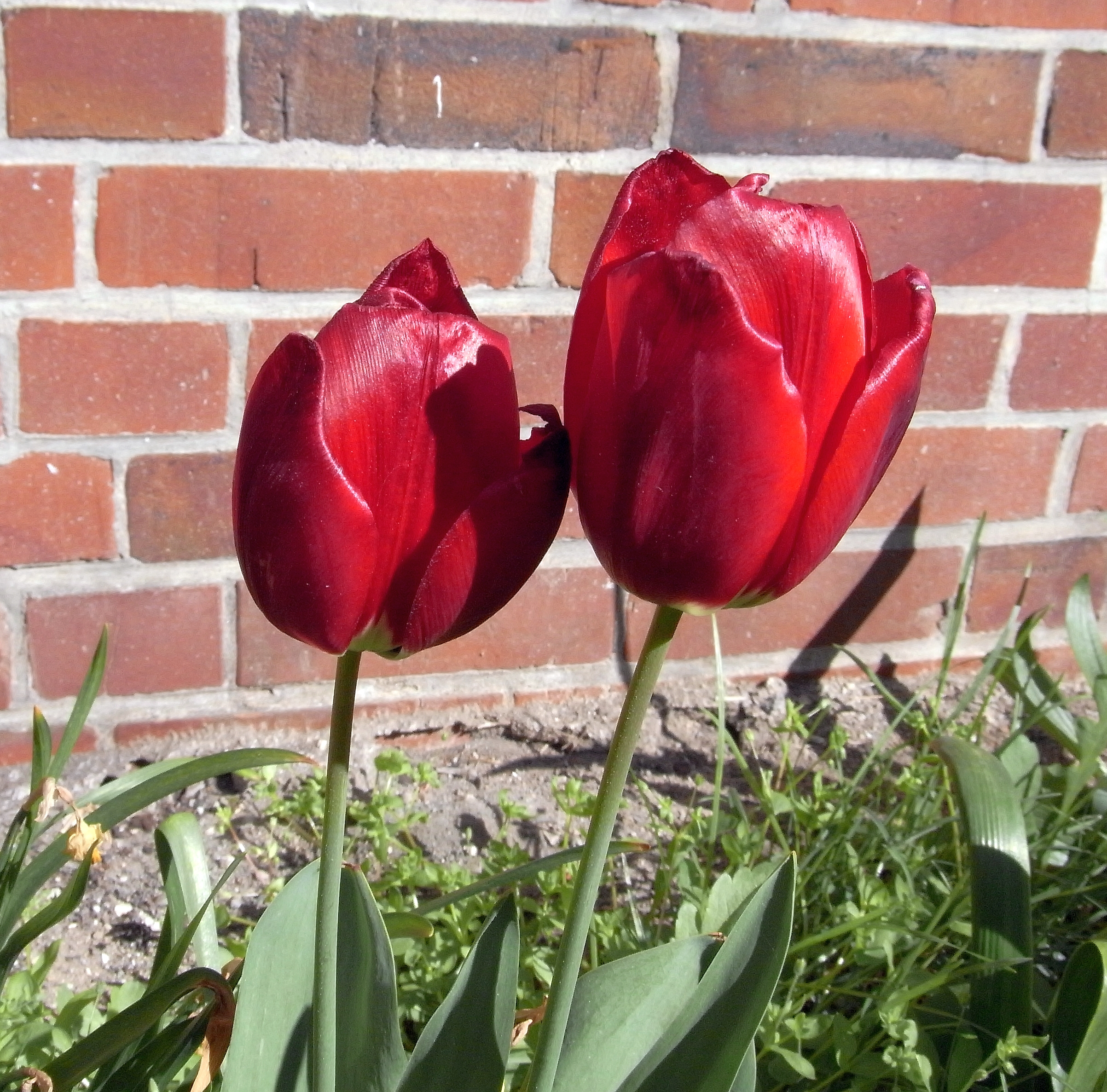
Tulipa
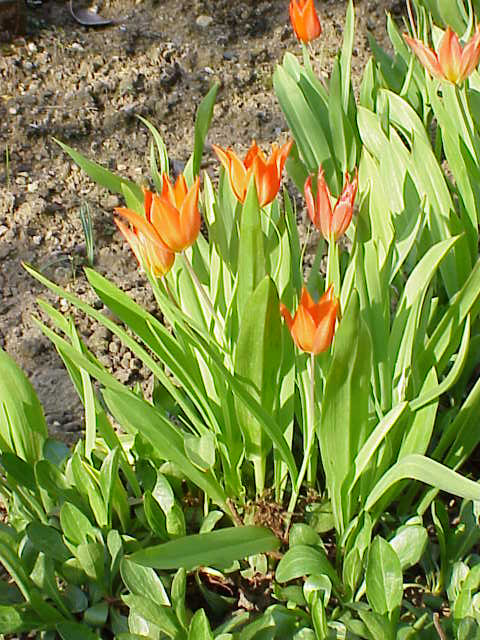
Tulipa praestans
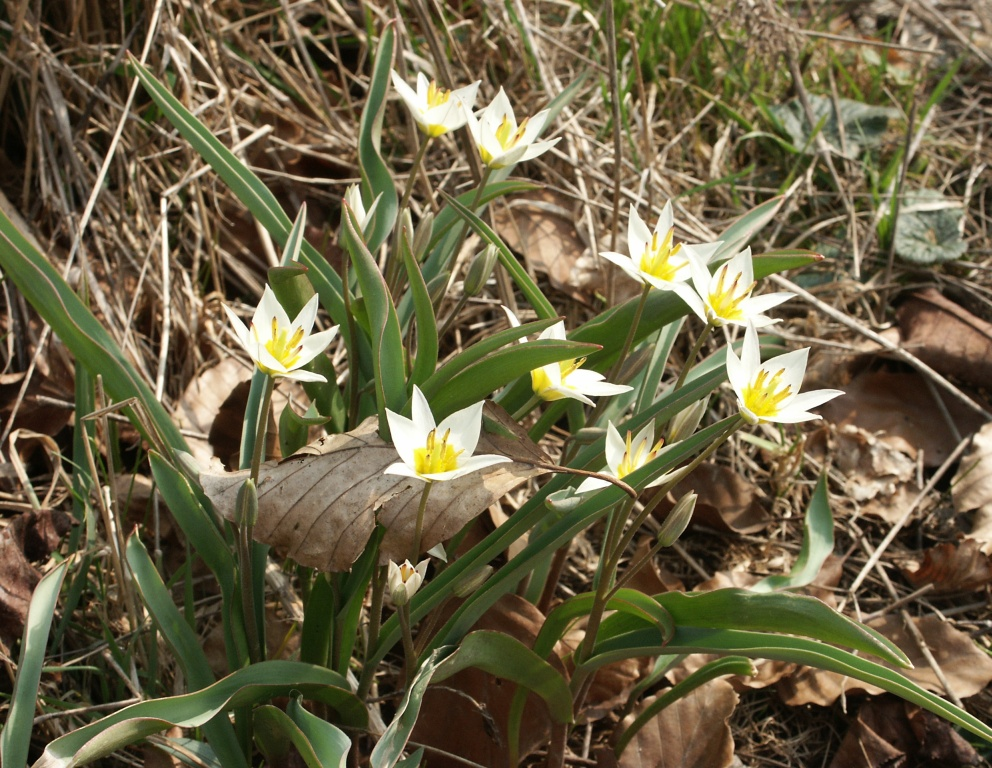
Tulipa turkestanica
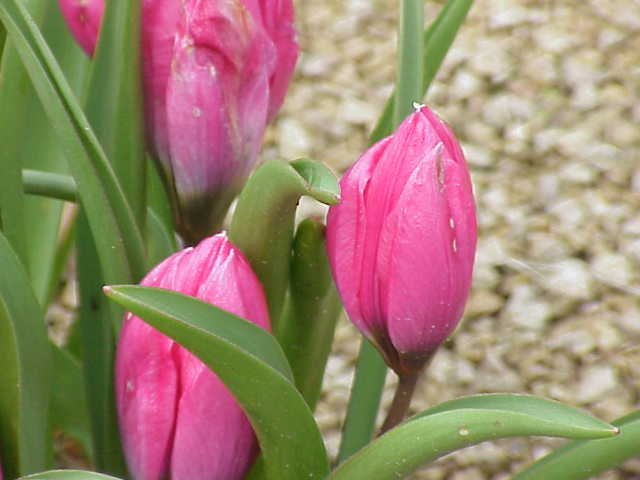
Tulipa pulchella